# Paolo Nutini
Paolo Giovanni Nutini (* 9. ledna 1987 Paisley, Skotsko) je skotský zpěvák a písničkář. Jeho otec má italské předky a jeho matka je Skotka. Paola v hudbě nejvíce ovlivnil David Bowie, Damien Rice nebo The Beatles.

## Kariéra
Lásku k hudbě v něm vypěstoval hlavně jeho dědeček Jackie, který byl učitelem ve škole a ihned poznal jeho talent. Paolo přesto nikdy nenavštěvoval hodiny zpěvu. Později odešel ze školy a začal si vydělávat, peníze investoval hlavně do hudby. Začal zkoušet s kapelou a učil se pořádně zpívat.
Jeho velká šance přišla v roce 2003, kdy byl předskokanem na koncertě Davida Sneddona. Reakce na jeho vystoupení byly příznivé. Sneddon se ihned stal jeho manažerem.
Poté ho známý britský novinář John Dingwall pozval do rádia BBC. V sedmnácti letech se přestěhoval do Londýna a začal vystupovat v rádiích se svým akustickým vystoupením.
Během roku 2006 odehrál ve Velké Británii mnoho vyprodaných koncertů a zúčastnil se mnoha festivalů.
Debutové album Nutiniho se jmenuje These Streets, které vyšlo v červenci 2006 a dostalo se na třetí místo prodejní hitparády ve Velké Británii.

## Diskografie

### Alba
- These Streets (2006)
- Sunny Side Up (2009)
- Caustic Love (2014)
- Last Night In The Bittersweet (2022)

### Singly
- Last Request #5 VB
- Jenny Don't Be Hasty #20 VB
- Rewind #27 VB
- New Shoes #21 VB
- Candy